# The Mystery of Edwin Drood (film 1935)
The Mystery of Edwin Drood – amerykański thriller z 1935 roku. Film jest jedną z wielu adaptacji nieukończonej powieści Karola Dickensa pt. Tajemnica Edwina Drooda.

## Główne role
- Claude Rains - John Jasper
- David Manners - Edwin Drood
- Heather Angel - Rosa Bud
- Valerie Hobson - Helna Landless
- E.E. Clive - major Sapsea
- Francis L. Sullivan - Crisparkle
- Douglass Montgomery - Neville Landless
- Walter Kingsford - Mr. Grewgious
- Zeffie Tilbury - księżniczka Puffer